# Murong
Pour les articles homonymes, voir Murong (homonymie).
Murong (chinois : 慕容 ; pinyin : Mùróng) ou Muren désigne une maison dynastique d'origine Xianbei, elle doit son nom à Murong, un seigneur vassal de Tanshihuai (règne 156-181).
Les dynasties de Yan antérieur (337-370), Yan occidental (en) (384 — 394), Yan postérieur (384 — 409) et celle de Tuyuhun (285 — 670), fondée par Murong Tuyuhun (246 — 317) ont toutes été fondées par les Murong.

## Origine
Le seigneur Murong était le premier ancêtre des Murong, qui porte son nom. Il était un Daren (chef noble) de la section du milieu pendant le règne de Tanshihuai (règne 156-181). Les Chroniques des Trois Royaumes enregistrent:
Tanshihuai des Xianbei divisait son territoire en trois sections : celle de l'est, celle du milieu et celle de l'ouest. Du You Beiping à la rivière Liao, reliant le Fuyu et le Mo à l'est, c'était la section orientale. Il y avait plus de vingt comtés. Les Darens (chefs) (de cette section) s'appelaient Mijia, Queji, Suli et Huaitou. De You Beiping à Shanggu à l’ouest, c’était la section médiane. Il y avait plus de dix comtés. Les Darens de cette section s'appelaient Kezui, Queju, Murong et al. De Shanggu à Dunhuang, reliant le Wusun à l'ouest, c'était la section ouest. Il y avait plus de vingt comtés. Les Darens (de cette section) s'appelaient Zhijian Luoluo, Rilü Tuiyan, Yanliyou, et al. Ces chefs étaient tous subordonnés à Tanshihuai.

## Histoire
L'État Xianbei de Tanshihuai auquel appartenaient les Murong s'est fragmenté après la chute de Budugen (187-234), qui était le frère cadet de Kuitoi (règne 185-187). Kuitou était le neveu du fils et successeur incapable de Tanshihuai, Hélian (règne 181-185). Les Murong se séparèrent donc et se soumirent à la dynastie Cao Wei, s'installant dans la région de Liaoxi. Le dirigeant Murong à cette époque était Murong Mohuba (莫护跋), un descendant du chef Murong. Murong Mohuba a activement soutenu la campagne Liaodong de Sima Yi en 238, à la tête d'une force auxiliaire de Murong. Mohuba fut remplacé en 246 par son fils Muyan (木延) qui a également aidé la campagne de Cao Wei contre les Goguryeo la même année[réf. nécessaire].
Le fils de Muyan, Shegui (涉歸), cependant, combattit contre la dynastie Jin (266-420) et fut repoussé dans la région supérieure de la rivière Liao. Shegui mourut en 283 et son jeune frère Shan (刪) usurpa la direction. Murong Shan a été tué en 285 et le peuple a proclamé le fils de Shegui, Murong Hui (廆 b. 268, r. 285-333) comme leur chef. Hui attaqua le royaume Buyeo l'année même où il devint seigneur des Murong, capturant dix mille prisonniers. Il a lancé une attaque contre la zone agricole du bassin de la rivière Liao en 286 qui avait été occupée par les colons chinois Han après la conquête de Gojoseon par l'empereur Wu de Han en 108 avant notre ère[réf. nécessaire].
Hui fonda une nouvelle capitale à proximité de la ville actuelle de Chaoyang, Liaoning, en 294. En 284, une querelle interne se développa entre Murong Hui et son frère aîné, Tuyuhun, que les contes populaires expliquaient comme étant causée par une course de chevaux mais qui était en fait causé par des différends sur la position de Khan. À la suite du différend, Murong Tuyuhun a conduit son peuple et a entrepris un long voyage vers l'ouest en passant par le plateau d'Ordos jusqu'au lac Qinghai[réf. nécessaire].
Certains Murong vivent dans une ville du Guangdong. Zhaoqing est la région où ils vivaient depuis qu'ils se sont déplacés du nord au sud,. Ils ne pratiquent aucun aspect de la culture ou de l'identité Xianbei. Le déplacement du nord vers le sud de la Chine est décrit dans leurs archives généalogiques. Ils descendent de Murong Bao. Ils ont déménagé dans le sud de la Chine après la fondation de la dynastie Ming.

## Titre de Khagan

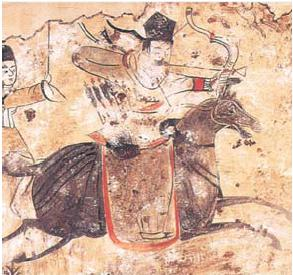
Peinture d'un archer Murong Xianbei.

Le titre Khagan a été mentionné pour la première fois dans un discours entre 283 et 289, lorsque le seigneur Xianbei Murong Tuyuhun (fils de Murong Shegui par une épouse illégitime) a tenté d'échapper à son jeune demi-frère Murong Hui et a commencé sa route depuis Liaodong vers les régions du désert d'Ordos. L'un des généraux de Murong appelé Yinalou l'a appelé kěhán (可寒, plus tard 可汗), certaines sources suggèrent que Tuyuhun aurait également pu utiliser ce titre après s'être installé à Koko Nor au 3ème siècle. Certains suggèrent que les titres Khan et Khagan étaient à l'origine mongols.
La Chanson du frère Xianbei est une chanson populaire du peuple Xianbei composée par Murong Hui en 285 après JC. Elle est conservée dans une traduction chinoise et parle des regrets du chef Xianbei d'avoir renvoyé son frère Tuyuhun en Occident. La traduction chinoise originale a laissé le mot Xianbei pour frère aîné (A-kan) dans le titre, qui est identique au mot mongol pour frère aîné (Aqan ou Aghan). Le même mot existe dans les langues turques et toungouses, mais les Xianbei sont généralement considérés comme des peuples mongols. Cela ferait de la chanson l'une des premières attestations d'une langue mongole[réf. nécessaire].